# Église Saint-Caprais de Marcoux
L'église Saint-Caprais est une église catholique située à Beauville, en France.

## Localisation
L'église est située dans le département français de Lot-et-Garonne, sur la commune de Beauville.
Le lieu-dit Marcoux forme une butte-témoin, relié par un isthme à l'extrémité d'une serre. Il comporte cette église, son presbytère, le cimetière adjacent à l'église et les vestiges d'un château.

## Historique
L'édifice est classé au titre des monuments historiques en 1922.